# Fuerzabruta

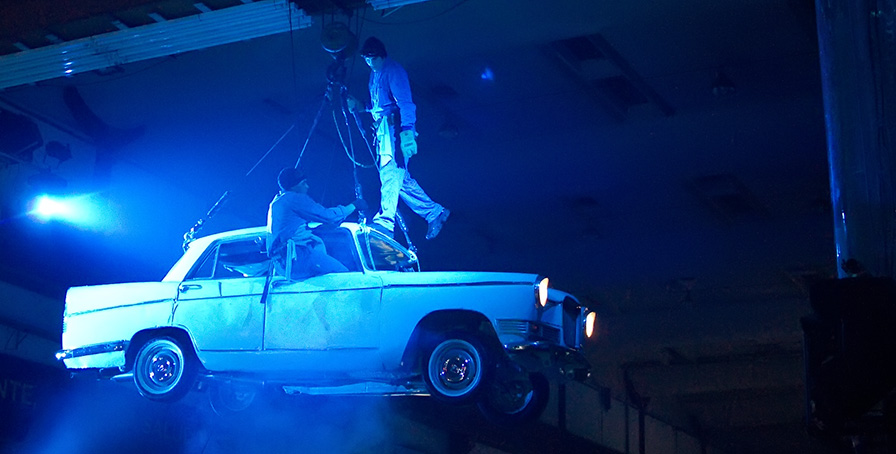
Fuerzabruta en la inauguración de Tecnópolis

Fuerza Bruta o Fuerzabruta es una compañía teatral argentina originada en 2003 como proyecto independiente de la compañía teatral De La Guarda, cuando estrenó en Buenos Aires su obra homónima. Se caracteriza por un estilo experimental, la innovación estética y el despliegue escénico en grandes dimensiones.
La obra se presentó en Buenos Aires, Lisboa, Londres, Madrid, Barcelona y Nueva York, entre otras ciudades.
El 25 de mayo de 2010 la compañía estuvo a cargo del desfile de los festejos por el Bicentenario de la Revolución de Mayo.
De julio a noviembre de 2011, Fuerzabruta se presentó en el predio de exposición Tecnópolis de Argentina brindando espectáculos diariamente y varias veces al día.
En 2010, 2011 y 2012 realizó presentaciones en Madrid, Bilbao, Edimburgo, Londres, Berlín, Taipéi, Tel Aviv y Manila.
Tiene tres elencos, uno estable en Nueva York y dos de gira.

## Dirección y producción
- Diqui James
- Alejandro García
- Fabio D'Aquila
- Gaby Kerpel (compositor y productor)